# Festarfjall
Festarfjall är en bergknalle i republiken Island. Den ligger i regionen Suðurnes, 40 km sydväst om huvudstaden Reykjavík. Toppen på Festarfjall är 201 meter över havet, eller 64 meter över den omgivande terrängen. Bredden vid basen är 1,6 km.
Runt Festarfjall är det mycket glesbefolkat, med 5 invånare per kvadratkilometer. Närmaste större samhälle är Grindavík, omkring 6 kilometer väst om Festarfjall. Trakten runt Festarfjall består i huvudsak av gräsmarker.